# Жудревиль
Жудреви́ль (фр. Joudreville) — коммуна во французском департаменте Мёрт и Мозель, региона Лотарингия. Относится к  кантону Одюн-ле-Роман.	

## География

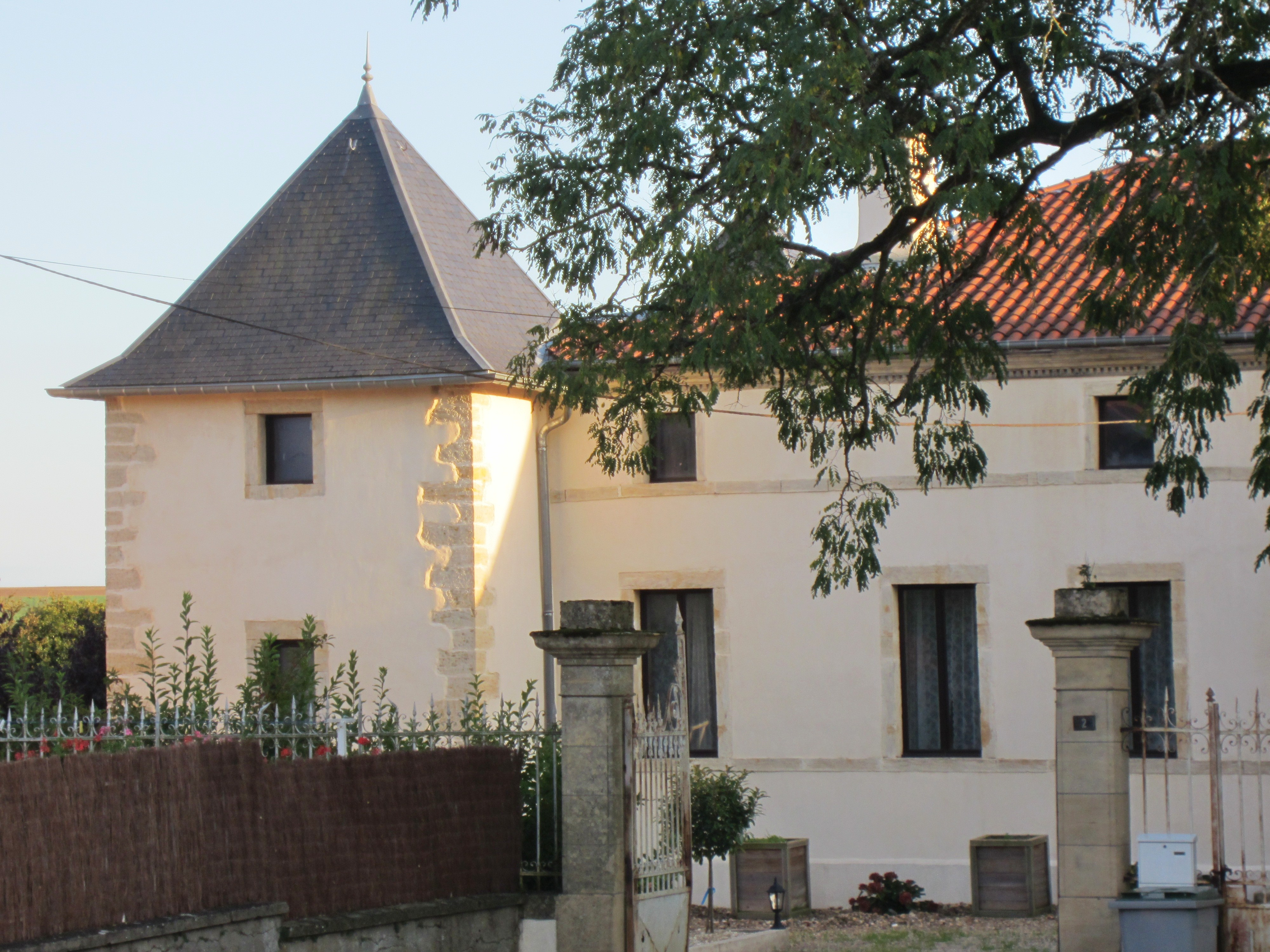
Замок Жудревиль

Жудревиль расположен в 35 км к северо-западу от Меца. Соседние коммуны: Пьенн на севере, Норруа-ле-Сек на востоке, Аффлевиль на юге, Булиньи на западе.

## Демография
Население коммуны на 2010 год составляло 1201 человек.
| 1962 | 1968 | 1975 | 1982 | 1990 | 1999 | 2010 |
| ---- | ---- | ---- | ---- | ---- | ---- | ---- |
| 2247 | 1883 | 1716 | 1247 | 1066 | 1069 | 1201 |